# کونی دی وینتر
کانی دی وینتر (فرانسوی: Koni De Winter‎؛ زادهٔ ۱۲ ژوئن ۲۰۰۲) بازیکن فوتبال اهل بلژیک است که در پست دفاع میانی برای باشگاه میلان در سری آ ایتالیا و تیم ملی بلژیک بازی می‌کند.